# FantaCo Enterprises
FantaCo Enterprises è stata una casa editrice statunitense nata inizialmente come emanazione di un negozio dedicato ai fumetti e all'arte in genere sito ad Albany, nello Stato di New York.

## Storia
Un percorso simile è stato percorso dalla Dark Horse Comics, oggi un colosso del mercato statunitense, quasi costantemente al terzo posto nelle classifiche di vendita dei comic books, dietro i colossi Marvel Comics e DC Comics.
La casa editrice è stata un'antesignana dell'affermazione delle case editrici indipendenti negli Stati Uniti, nota come "black & white explosion" negli anni ottanta, periodo che vede un'intensa attività per la casa editrice di Albany. Tra gli autori pubblicati Tom Simonton, che in seguito diventerà editore in proprio, con le illustrazioni ispirate alle good girls degli anni cinquanta, Clive Barker (della cui fanzine, curata dal fan club ufficiale dello scrittore sono stati pubblicati diversi numeri, diretta da Steve Niles, che esploderà come sceneggiatore in questo decennio, grazie al successo della serie a fumetti e del film 30 giorni di buio), opere di Richard Corben, Fred Hembeck e molti altri.
Molto importante, e ancora oggi oggetto di consultazione da parte degli appassionati e degli operatori del settore, è la serie Fantaco's Chronicles, che riportava cronologie complete dei maggiori eroi della Marvel Comics; inoltre l'Annual di tale serie costituisce il precursore della Slings & Arrows Comic Guide, una sorta di Bibbia di tutte le serie fumettistiche uscite in lingua inglese dagli anni quaranta ad oggi.